# Juntas de Abastecimiento y Control de Precios
Las Juntas de Abastecimiento y Control de Precios (también conocidas por su sigla JAP) fueron unidades administrativas locales en Chile creadas en abril de 1972, durante el gobierno de Salvador Allende. Las JAP esencialmente eran comités de control popular de precios y distribución de alimentos, implementados para evitar la especulación y el acaparamiento de productos de los sectores opositores al gobierno.

## Historia
Las JAP, que habían comenzado a ser creadas desde mediados de 1971, fueron creadas oficialmente e institucionalizadas mediante la resolución N° 112 de la Dirección de Industria y Comercio (Dirinco), publicada en el Diario Oficial de la República de Chile el 4 de abril de 1972, en la cual se creaba el «Departamento de Juntas de Abastecimiento y Control de Precios», que regularía dichas organizaciones:

Se entenderá por Juntas de Abastecimiento y Control de Precios aquella agrupación de trabajadores que luchan por mejorar las condiciones de vida del pueblo dentro de cada unidad vecinal, de preferencia esforzándose por lograr un adecuado abastecimiento, velando por un eficaz control de los precios luchando contra la especulación y los monopolios, promoviendo el mejor aprovechamiento de los medios de subsistencia del pueblo y cooperando en general con todas las funciones de la Dirección de Industria y Comercio.
Resolución 112 de la DIRINCO.

Al momento de la tramitación del decreto, la Contraloría General de la República entregó alcances al determinado documento, señalando que las facultades de las JAP eran meramente asesoras y cooperadoras a las funciones que por ley le correspondía ejercer a la Dirinco. El Departamento de Juntas de Abastecimiento y Control de Precios poseía un registro permanente de las JAP existentes en cada provincia.
Derivado de la crisis económica durante el gobierno de la Unidad Popular, a nivel consumidor minorista, habría un control directo sobre la distribución de bienes, de modo que “todas las familias reciban una canasta de mercaderías de acuerdo a sus necesidades reales”; para este fin, la agencia “establecerá una cuota de mercaderías por familia, como aceite, azúcar, arroz, café, carne, hasta un total de 30 productos que se distribuirán por la JAP”; “la JAP definirá los requerimientos reales por familia”  Tras el Golpe de Estado en Chile de 1973, la Junta Militar de Gobierno abolió las JAP de manera casi inmediata, siendo oficializado el 14 de septiembre mediante un comunicado del Ministerio de Economía, Fomento y Reconstrucción.

## Composición

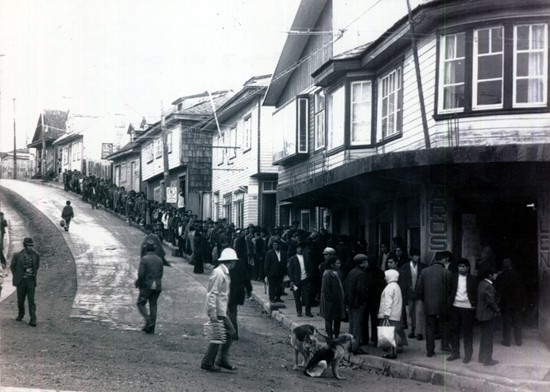
Colas debido al desabastecimiento de productos durante el gobierno de Salvador Allende en 1972.

La creación de cada JAP se realizaba mediante una Asamblea Constitutiva, realizada por representantes de todas las organizaciones sociales y de trabajadores que tuvieran su sede en la respectiva unidad vecinal, como por ejemplo juntas de vecinos, centros de madres, sindicatos, agrupaciones de comerciantes detallistas, centros de estudiantes, clubes deportivos y otros organismos similares, actuando como ministro de fe un representante de la Dirinco. La directiva de la JAP estaba compuesta por no menos de 3 ni más de 9 miembros, uno de los cuales actuaría como su presidente.
De acuerdo a la densidad poblacional, la cantidad de habitantes, el número de organizaciones presentes en cada unidad vecinal o el grado de cooperación de los mismos vecinos, el Departamento de Juntas de Abastecimiento y Control de Precios podía determinar crear más de una JAP en una misma unidad vecinal, o 
a la vez constituir una JAP que abarcara más de una unidad vecinal. También se determinó que una JAP podía constituirse solamente por vecinos en caso de que no existieran organizaciones de ningún tipo en la respectiva unidad vecinal o éstas se negaran a colaborar en el funcionamiento de la JAP.